# Marie-Madeleine de Parabère

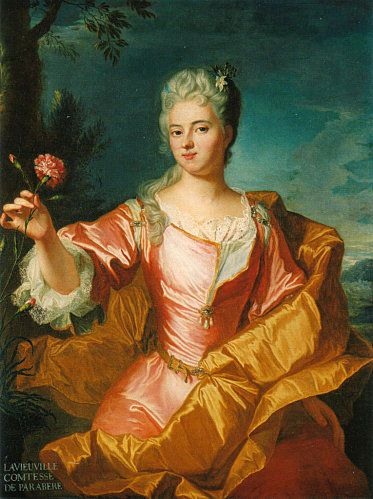
Marie-Madeleine de La Vieuville de Parabère

Marie-Madeleine de Parabère, född 1693, död 1755, var en fransk adelskvinna. Hon är känd som mätress till hertig Filip II av Orléans mellan 1716 och 1721, under år hans tid som Frankrikes regent (1715–1723) och var en känd profil under hans regeringstid.

## Biografi
Marie-Madeleine de Parabères mor var hovdam till Filip II av Orléans dotter, och Marie-Madeleine de Parabère deltog genom sin mor i hovlivet. Hon uppvaktades av hertig Filip, men hennes mor vägrade tillåta förhållandet, och de tvingades därför vänta till hennes mors död och därefter hennes makes död följande år innan Marie-Madeleine de Parabère år 1716, som nybliven änka, slutligen kunde inleda ett förhållande med Filip, som då blivit regent. Hon ersatte då Louise-Charlotte de Foix-Rabat som mätress.
Marie-Madeleine de Parabère beskrivs som djärv, njutningslysten och viljestark, och hade ett stort inflytande över regenten. Hon använde inte sitt inflytande för politiska ändamål eftersom hon saknade intresse för politik, och uppskattades av regenten just för att de delade intresset att njuta av livets goda och hon kunde distrahera honom från politiken. Både hon och han hade ytterligare sexualpartners. Hennes gamla rival Louise-Charlotte de Foix-Rabat presenterade 1720 regenten för Marie-Thérèse Blonel de Phalaris, som blev en av Parabères rivaler.
Marie-Madeleine de Parabère avslutade förhållandet 1721 sedan hon vägrat acceptera en av hans otrohetsaffärer med en "operaflicka", ett avslut regenten hade svårt att acceptera. Hon ersattes som regentens mätress av först Marie-Thérèse Blonel de Phalaris, som dock strax därpå ersattes av Sophie de Brégis.
Marie-Madeleine de Parabère bosatte sig sedan i ett kloster, men inte som nunna utan som gäst, och hade därefter åtminstone ytterligare två älskare.